# Мануель Польстер
Мануель Польстер (нім. Manuel Polster, нар. 23 грудня 2002, Відень, Австрія) — австрійський футболіст, вінгер клубу «Аустрія» (Відень).

## Ігрова кар'єра

### Клубна
Мануель Польстер починав займатися футболом в австрійських клубах аматорського рівня. У 2019 році він перебрався до Німеччини, де продовжив грати у футбол в академії клуба «Вольфсбург». Влітку 2021 року Польстер дебютував у другій команді «Штутгарта» у турнірі Регіональної ліги.
У червні 2022 року як вільний агент Польстер повернувся до Австрії, де приєднався до столичного клубу «Аустрія», з яким підписав трирічний контракт. Першу гру в основі Польстер провів у серпні 2022 року в чемпіонаті Австрії.

### Збірна
З 2017 року Мануель Польстер захищав кольори юнацьких збірних Австрії.